# Betílids
Els betílids (Bethylidae) són una família d'himenòpters apòcrits. Són de mida mitjana i l'aspecte general és de color negre o marró fosc. S'assemblen superficialment a les formigues.

## Característiques de la família
Les ales són més aviat curtes, amb lòbuls característics en el parell posterior i de vegades estan reduïdes o absents. El cap és allargat. Les antenes tenen 12 o 13 segments. El gàster (abdomen) amb tergites visibles 7-8. Els fèmurs anteriors estan engruixits. No tenen lluentor metàl·lica.
Hi destaca Sclerodermus domesticus, un eficient depredador dels corcs de la fusta.

## Subfamílies
S'han descrit més de 1.800 espècies, repartides en quatre subfamílies:
- Bethylinae. Tenen venació alar. El fente amb una quilla longitudinal mitjana.
- Mesitiinae. 200 espècies es troben en Clytrinae.
- Pristocerinae. El mascle sense ales tègules, o sense ocels. Els ulls reduïts o absents.
- Epyrinae. Ales generalment presents, si no, llavors la presència de tègules i ocels.